# Daviesia gracilis
Daviesia gracilis är en ärtväxtart som beskrevs av Michael Douglas Crisp. Daviesia gracilis ingår i släktet Daviesia, och familjen ärtväxter. IUCN kategoriserar arten globalt som livskraftig. Inga underarter finns listade i Catalogue of Life.